# مایکل بوراووی
مایکل بوراووی (به انگلیسی: Michael Burawoy)؛ (۱۵ ژوئن ۱۹۴۷ – ۳ فوریهٔ ۲۰۲۵) جامعه‌شناس بریتانیایی بود که در چارچوب نظریه اجتماعی مارکسیسم فعالیت می‌کرد. او بیشتر به عنوان نویسندهٔ کتاب رضایت تولید: تغییرات در فرایند کار تحت سرمایه‌داری انحصاری]] - مطالعه‌ای در مورد کار و سازمان‌ها که به چند زبان ترجمه شده‌است و طرفدار اصلی جامعه‌شناسی عمومی شناخته شده‌است. بوراووی همچنین در سال ۲۰۰۴ رئیس انجمن جامعه‌شناسی آمریکا و استاد دانشگاه کالیفرنیا، برکلی بود. او در سال‌های ۲۰۰۶ تا ۲۰۱۰، معاون کمیته انجمن‌های ملی انجمن بین‌المللی جامعه‌شناسی (ISA) بود. وی در هفدهمین کنگرهٔ جهانی جامعه‌شناسی به عنوان هفدهمین رئیس انجمن بین‌المللی جامعه‌شناسی (ISA) برای دوره ۲۰۱۰–۲۰۱۴ انتخاب شد.

## زندگی‌نامه
بوراووی در ۱۵ ژوئن ۱۹۴۷ زاده شد. او در ۳ فوریه ۲۰۲۵ در ۷۷ سالگی در اوکلند کالیفرنیا ایالات متحده در حال پیاده روی در برخورد با ماشین درگذشت.
بوراووی که در سال ۱۹۶۸ به عنوان دانشجوی ریاضی از دانشگاه کمبریج فارغ‌التحصیل شد، تحصیلات تکمیلی خود را در کشور تازه استقلال‌یافته آفریقایی زامبیا ادامه داد و همزمان به عنوان پژوهشگر برای شرکت انگلو امریکن فعالیت می‌کرد.
پس از دریافت مدرک تحصیلی کارشناسی ارشد از دانشگاه زامبیا در سال ۱۹۷۲، بوراوی به عنوان دانشجوی دکترا در دانشگاه شیکاگو ثبت نام کرد. او رساله دکترای جامعه‌شناسی را با قوم‌نگاری کارگران صنعتی شیکاگو به پایان رساند.
بعدها همین رساله با نام «رضایت تولید: تغییرات در فرایند کار تحت سرمایه‌داری انحصاری» به صورت کتاب منتشر شد.
جدای از مطالعه جامعه‌شناختی در مورد محل کار صنعتی در زامبیا، بوراوی مکان‌های کار صنعتی را در شیکاگو، مجارستان و روسیه پس از شوروی مطالعه کرده‌است. روش انتخاب او معمولاً مشاهده همراه با مشارکت و به‌طور خاص‌تر قوم‌نگاری بود. او در این مطالعات، در محل کار، به ماهیت پسااستعمارگرایی، سازمان سوسیالیسم دولتی و مسایل در گذار از سوسیالیسم توجه کرده‌است.
در سال‌های اخیر، بوراووی از بازدید کارخانه‌ها فارغ شده و به دانشگاه بازگشته تا بر روشی که جامعه‌شناسی به دانشجویان آموزش داده می‌شود و نحوه استقرار آن در حوزه عمومی تمرکز کند.
کارش در حوزه جامعه‌شناسی عمومی به‌طور برجسته در سخنرانی ریاست او بر انجمن جامعه‌شناسی آمریکا در سال ۲۰۰۴ مشخص شده‌است.
مایکل بوراووی جامعه‌شناسی را به چهار دسته مجزا (و در عین حال همپوشانی) تقسیم می‌کند:
1. جامعه‌شناسی عمومی،
2. جامعه‌شناسی سیاست (که مخاطبان خارج از دانشگاه دارد)،
3. جامعه‌شناسی حرفه‌ای (که مخاطب دانشگاهی آشنا با چارچوب‌های نظری و روش‌شناختی رایج در رشته جامعه‌شناسی را مورد خطاب قرار می‌دهد)، و در آخر
4. جامعه‌شناسی انتقادی که همانند جامعه‌شناسی عمومی، دانش بازتابی تولید می‌کند ولی همانند جامعه‌شناسی حرفه‌ای، فقط در دسترس مخاطبان دانشگاهی است.

## آثار منتخب

### کتاب‌ها

#### نویسنده (یا همکار)
- رنگ طبقه در معادن مس: از پیشرفت آفریقا تا زامبیایی شدن، منچستر: انتشارات دانشگاه منچستر، ۱۹۷۲.
- رضایت تولید: تغییرات در فرایند کار تحت سرمایه‌داری انحصاری، شیکاگو: انتشارات دانشگاه شیکاگو، ۱۹۷۹.
- سیاست تولید: رژیم‌های کارخانه ای در سرمایه‌داری و سوسیالیسم، لندن: ورسو، ۱۹۸۵.
- گذشته درخشان: ایدئولوژی و واقعیت در مسیر مجارستان به سوی سرمایه‌داری، شیکاگو: انتشارات دانشگاه شیکاگو، ۱۹۹۲ (با یانوس لوکاچ)
- روش موردی گسترده: چهار کشور، چهار دهه، چهار تحول بزرگ و یک سنت نظری، کالیفرنیا: انتشارات دانشگاه کالیفرنیا، ۲۰۰۹.